# Réserve naturelle régionale de Basses-Brosses et Chevalleries
La réserve naturelle régionale de Basses-Brosses et Chevalleries (RNR259) est une réserve naturelle régionale située en Pays de la Loire. Classée en 2012, elle occupe une surface de 90 hectares et protège deux anciennes fermes ainsi que le bocage qui les entoure.

## Localisation

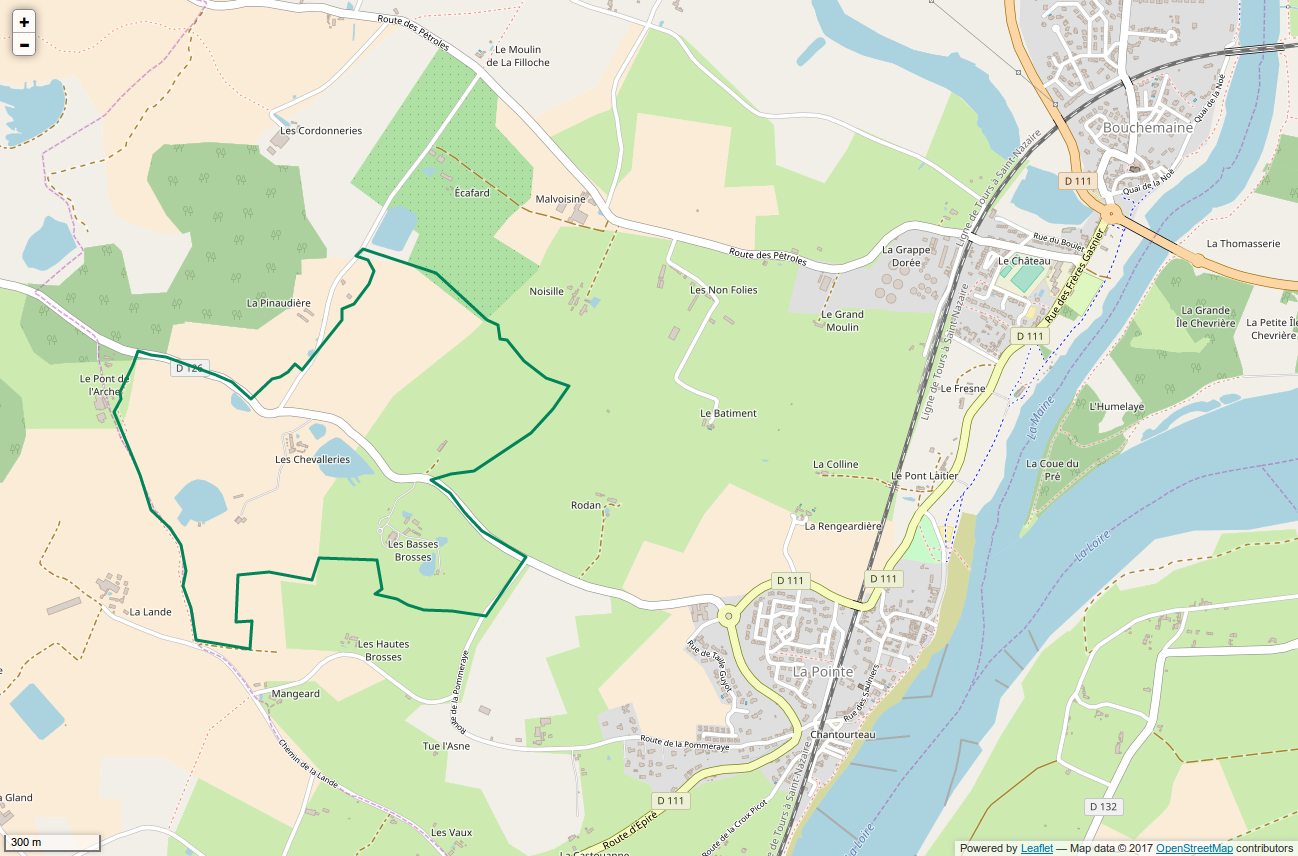
Périmètre de la réserve naturelle.

Le territoire de la réserve naturelle est dans le département de Maine-et-Loire, sur la commune de Bouchemaine à 10 km au sud-ouest d'Angers. Il se compose de deux lieux-dits proches correspondant à d'anciennes fermes : les Basses-Brosses (20 ha) et les Chevalleries (70 ha).

## Écologie (biodiversité, intérêt écopaysager…)
On trouve sur le site des prairies, des cultures et des zones humides ainsi qu'un réseau de haies (21 km et de boisements typique du bocage. La densité de haies atteint 230 mètres linéaires à l'hectare.

### Flore
La flore compte 362 espèces végétales recensées dont 37 sont remarquables et correspondent soit à des espèces de zones humides : Gratiole officinale, Fluteau fausse-renoncule, Utriculaire commune, Ail en panicule, Fritillaire pintade, Cicendie fluette, Orchis à fleurs lâches, Trèfle étalé, soit à des espèces de milieux plus secs : Bleuet, Nielle des blés, Gesse de Nissole.

### Faune
On compte 268 espèces sur le site dont 60 remarquables. Pour les oiseaux, on trouve 97 espèces : Canard souchet, Sarcelle d'hiver et d'été, Chevêche d'Athéna, Œdicnème criard, Faucon hobereau, Pie-grièche écorcheur. Les mammifères fréquentant le site incluent le Vespertilion de Daubenton et la Pipistrelle commune, deux chauves-souris. Les amphibiens comptent 8 espèces dont le Triton crêté et le Pélodyte ponctué. On trouve 6 espèces de reptiles : Vipère aspic, Couleuvres verte et jaune, à collier et d'Esculape, Lézards vert et des murailles. Parmi les invertébrés, signalons la Rosalie des Alpes, le Lucane cerf-volant, le Grand capricorne, l'Æschne printanière et la Cordulie bronzée.

## Intérêt touristique et pédagogique
La réserve naturelle se veut être une vitrine et le lieu d’expérimentation et de formations sur le thème du bocage. Des sentiers pédagogiques sont en place sur le site
.

## Administration, plan de gestion, règlement
La réserve naturelle est gérée par la Fédération départementale des chasseurs de Maine-et-Loire.

### Outils et statut juridique
La réserve naturelle a été créée par une délibération du 19 novembre 2012.